# Amphistichus argenteus
Espèce
Amphistichus argenteus est un poisson Perciformes de l'est de l'Océan Pacifique.

## Référence
- Agassiz : Additional notes on the Holconoti. American Journal of Science and Arts (Series 2) 17 pp 365-369.